# Heterocladium wulfsbergii
Heterocladium wulfsbergii är en bladmossart som beskrevs av Ingebrigt Severin Hagen 1909. Enligt Catalogue of Life ingår Heterocladium wulfsbergii i släktet trasselmossor och familjen Thuidiaceae, men enligt Dyntaxa är tillhörigheten istället släktet trasselmossor och familjen Heterocladiaceae. Arten har ej påträffats i Sverige. Inga underarter finns listade i Catalogue of Life.